# Церква Іоанна Предтечі (Таганрог)
 Церква Іоанна Предтечі (Таганрог)  ( Церковь Иоанна Предтечи (рос.))  — православний храм, що існував на початку ХХ сторіччя в м.Таганрог (Росія). Архітектор С. І. Гущин. Будівництво було розпочато в 1903 році, закінчено — у 1904. У 1931 році церква була остаточно закрита, згодом повністю розібрана.

## Будівництво
Необхідність зведення в цьому місці православного храму була пов'язана з промисловим освоєнням північної частини таганрозького мису, яке розпочалося у другій половині XIX століття. Будівництво спочатку шкіряного, а згодом, до кінця 1890-х років, зведення бельгійцями металургійного і котельного заводів, призвело до швидкого зростання населення у передмістях Таганрогу Новоселівка, Скарамангівка та Касперівка. Оскільки в цьому великому районі не було жодного храму, в 1901 році Катеринославська духовна консисторія поставила питання про необхідність влаштування в цих місцях парафіяльної церкви. Ця ідея знайшла підтримку і у власників розташованих там підприємств.
У листопаді 1901 року відбулися збори близько 400 жителів Скарамангівки, Касперівки, Новоселівки, робочих металургійного, котельного та шкіряних заводів для обговорення пропозиції Катеринославської духовної консисторії. Збори ухвалили:
|  | ... просити панів Скараманга прикласти до їх присуду план ділянки землі, що жертвується ними на будівництво будівлі церкви і причтових будинків, а вони, зі свого боку, зобов'язуються одночасно зі зведенням храму побудувати будинки для причту. |

Церкву вирішили присвятити пророку Іоанну Предтечі, з престольним святом 7 січня (за старим стилем, за новим — 20 січня) в день Собору Іоанна Предтечі. Було прийнято рішення звести храм у центрі селища Скарамангівка. На зборах обрали комісію на чолі з поліцмейстером та членами — головнокеруючими справами металургійного заводу.
Проект храму був розроблений місцевим архітектором Гущиним С.І.. Згідно цього проекту та кошторисів вартість будівництва (крім вартості іконостасу, жертовників, престолу і криласів.) складала 14 тисяч карбованців. На будівництво храму було пожертвувано більш ніж 7 тисяч карбованців. Були також пожертви у вигляді листового заліза (від правління металургійного заводу), каменів для фундаменту та 200 тисяч цеглин (від пані Скараманги).
Церква була закладена 14 травня 1903 року у перетину вулиці Амвросіївської та 2-го Шкіряного провулку. У місці закладки фундаменту встановили мідну дощечку з написом:
|  | В ім'я Отця, Сина і Святого духа. Заснувався цей храм на честь славного святого Предтечі Хрестителя Господнього Іоанна. В літо від створення світу 7411 від різдва Христового 1903 при благочестивому найяснішому государю імператору Миколі Другому, при святительстві єпископа Катеринославського і Таганрозького Симона. |

Будівництво церкви було завершене у 1904 році. У неділю, 10 вересня 1914 року, були встановлені церковні дзвони. Середній з них важив 35 пудів, малі — 16, 13, 3, 1 та ½ пуда. Найбільший дзвін вагою 105 пудів підняли на дзвіницю 13 вересня. В кінці року, 21 листопада, відбулося перенесення хресним ходом Почаївської ікони Божої Матері, яка тимчасово зберігалася в каплиці біля залізничного вокзалу.

## Причт церкви
В перші роки існування нової церкви в неї не було свого причту. Богослужіння і обряди у новозбудованій церкві тимчасово виконували священики з інших церков. У 1907 році настоятелем храму призначили священика Михайла Гнутовского, який жив при церкві і прослужив у цьому храмі до Жовтневого перевороту 1917 року.
У 1911 році кілька служб в церкві провів священник Петро Кравченко, який не користувався повагою парафіян. Після встановлення радянської влади він повернувся, але прихожани не змінили свого ставлення до цього священника і у 1923 році відбулись загальні збори, які ухвалили рішення прибрати з приходу о. Петра Кравченка.
В останні роки існування храму богослужіння проводили настоятель Березський Василь Петрович (1860 року народження, освіта — Санкт-Петербурзька духовна академія), священник протоієрей Фомін Грігорій Тимофійович (1868 року народження, освіта — Харківська духовна семінарія), псаломщик Сахновський Олександр Іванович (1884 року народження, освіта — три класи Маріупольського духовного училища).

## Після Жовтневого перевороту
За часів радянської влади церкву Іоанна Предтеча спіткала така ж сумна доля, як і переважну більшість релігійних споруд у Радянському Союзі. Зберігшись під час громадянської війни, храм не пережив нової хвилі антирелігійної боротьби кінця 20-х — початку 30-х років ХХ сторіччя.
25 вересня 1929 року в резолюції, прийнятій на зборах робітників шкіряного заводу та опублікованій у місцевій газеті «Червоний прапор» було записано: «Просити окружну раду безбожників поставити питання на робочих зборах шкірзаводів і робочих металургії про закриття церкви на Скарамангівці. На одинадцятому році революції робочі району повинні звільнятися від розсадників мракобісся».
Через місяць президія міськради у зв'язку з «безгосподарним ставленням групи віруючих до переданим їм у користування культової будівлі і майна», що виражалося в недостатньому ремонті, прийняла постанову: договір розірвати, і, «зважаючи на наявність у робочому селищі Скарамангівка гострої потреби в будівлях, які можна було б пристосувати під навчальні заклади, а також, базуючись на вираженому бажанні робітників, які становлять основний контингент населення Скарамангівки, про передачу церкви під школу», Іоанно-Предтеченську церкву закрити, культове майно передати найближчим релігійним групам, а будівлю церкви передати Донському відділу народної освіти під школу 2-го ступеня. 11 грудня того ж року Донський окружний виконавчий комітет затвердив рішення міськради та звернувся за відповідним дозволом до Північно-Кавказького крайового виконавчого комітету. Вже 19 грудня окружний адміністративний відділ запропонував підтримати рішення місцевих органів радянської влади.
Але парафіяни намагалися боротися за свою церкву. Під проханням про збереження храму було зібрано близько 700 підписів віруючих. Прохання дійшло аж до Всеросійського центрального виконавчого комітету, який у 1930 році вирішив:
|  | Клопотання віруючих відхилити, зазначену церкву ліквідувати. |

11 листопада 1931 року владою було винесено остаточне рішення церкву Іоанна Предтечі закрити, колишнє церковне майно вилучити, а приміщення використовувати під «клуб-кіно». Згодом будівля буда остаточно розібрана.
В даний час на території, де розміщувався храм, знаходяться будівлі ЗМОПу (рос. ОМОН) Росгвардії.